# Um Bom Lugar
Um Bom Lugar é uma canção do rapper Sabotage.

## Canção
A canção foi gravada em Santo Amaro, bairro onde o rapper viveu até os últimos anos de vida. De acordo com o site Letras, ele diz que os amigos que entraram para o crime.Em entrevista a MTV Brasil, ele nunca negou seu envolvimento na vida do crime. Em 2002, o mesmo afirma: "Moro na favela desde os dois anos e, dos 8 aos 19, andei no crime que nem louco. Saí por causa de Deus, porque polícia não intimidava, tapa na orelha só deixa a criança mais nervosa". A canção também relata problemas de violência policial e preconceito racial.
Em sua carreira, a canção Um Bom Lugar foi a que fez mais sucesso. Sabotage também chegou na mídia no programa Altas Horas, da Rede Globo, em que cantou de improviso e mostrou a todos que seu trabalho era importante. Além de rapper, ganhou prêmios como personalidade, revelação, entre outros, e participou de dois filmes, são estes: "O Invasor" e "Carandiru".

## Prêmios e indicações
| Ano  | Prêmio                 | Categoria                       | Resultado |
| ---- | ---------------------- | ------------------------------- | --------- |
| 2002 | MTV Video Music Brasil | Videoclipe de Artista Revelação | Venceu    |
| 2002 | MTV Video Music Brasil | Videoclipe de Rap               | Venceu    |
| 2002 | Prêmio Hutúz           | Música do Ano                   | Indicado  |
| 2009 | Prêmio Hutúz           | Melhores Músicas da Década      | Indicado  |